# Гавранець
Гавранець (словац. Havranec) — село в Словаччині, Свидницькому окрузі Пряшівського краю.
Уперше згадується у 1618 році.
У селі є греко-католицька церква Вознесіння Господа з 1946 року.

## Географія
Розташоване в північно-східній частині Словаччини, в північній частині Низьких Бескидів, на межі Ондавської та Лаборецької височини, на кордоні з Польщею. Протікає річка Свидничанка.

## Населення
| Рік:            | 1994. | 2004.    | 2014. | 2024.    |
| --------------- | ----- | -------- | ----- | -------- |
| Кількість осіб: | 13    | 10       | 13    | 15       |
| Різниця:        |       | -23,07 % | +30 % | +15,38 % |

| Рік:            | 2023. | 2024.   |
| --------------- | ----- | ------- |
| Кількість осіб: | 14    | 15      |
| Різниця:        |       | +7,14 % |

В селі проживає 10 осіб.
Національний склад населення (за даними останнього перепису населення — 2001 року):
- словаки — 50,00 %
- русини — 40,00 %
- українці — 10,00 %

Склад населення за приналежністю до релігії станом на 2001 рік:
- греко-католики — 50,00 %,
- православні — 40,00 %,
- не вважають себе віруючими або не належать до жодної вищезгаданої церкви- 10,00 %